# Nordic Darts Masters
De Nordic Darts Masters is onderdeel van de World Series of Darts van de Professional Darts Corporation. In 2021 werd dit toernooi voor het eerst gehouden, nadat het in 2020 werd uitgesteld in verband met de coronapandemie. Het is het eerste World Series-toernooi in Scandinavië. Aan het toernooi mogen acht spelers van de PDC Pro Tour en acht ‘regionale’ qualifiers meedoen.

## Finale
| Jaar | Winnaar (gemiddelde in finale) | Legs   | Runner-up (gemiddelde in finale) | Locatie                     | Bron  |
| ---- | ------------------------------ | ------ | -------------------------------- | --------------------------- | ----- |
| 2021 | Michael van Gerwen (98.54)     | 11 – 7 | Fallon Sherrock (96.20)          | Forum København, Kopenhagen | [ 2 ] |
| 2022 | Dimitri Van den Bergh (98.16)  | 11 – 5 | Gary Anderson (93.78)            | Forum København, Kopenhagen | [ 3 ] |
| 2023 | Peter Wright (102.28)          | 11 – 5 | Gerwyn Price (97.39)             | Forum København, Kopenhagen | [ 4 ] |
| 2024 | Gerwyn Price (96.47)           | 8 – 5  | Rob Cross (91.68)                | Forum København, Kopenhagen | [ 5 ] |
| 2025 | Stephen Bunting (97.49)        | 8 – 4  | Rob Cross (98.04)                | Forum København, Kopenhagen | [ 6 ] |

2021 · 2022 · 2023 · 2024 · 2025